# 人造板
人造板，也稱為塊狀木材、複合木材、人造木材、工程木材，包括一系列衍生木製品，這些木製品是通過將木條、木顆粒、木纖維、單板或木板與膠粘劑或其他固定方法粘合或固定在一起而製成的複合材料。板材尺寸不一，但最大可達 64 x 8 英尺（19.5 x 2.4 公尺）；交叉層壓木材(CLT) 的厚度可以從幾英寸到16英寸（410）甚至更厚。這些產品按照精確的設計規格製造，經過測試符合國家或國際標準，並具有一致的結構性能。工程木製品用途廣泛，從住宅建築到商業建築再到工業產品。這些產品可用於取代許多建築工程中的鋼材的托樑和橫樑。此類木質產品通常經過機器分級，以評估和分類其機械強度和特定應用的適用性。
通常，工程木製品採用與製造木材相同的硬木和軟木製成。鋸木廠的廢料和其他木材廢料可用於製造由木顆粒或纖維組成的工程木材，
環保再生實木其木質硬，不易折斷變形，非常堅固耐用。配合精良的免漆貼面技術，美觀同時免卻油漆揮發有毒物質對人體的傷害。綜合而言，環保再生實木既結合了實木和合成板材的優點，又突破兩者在環保、安全及耐用程度的限制，是品味與品質兼備的明智選擇。
另外，也可以用竹子製造類似的工程竹子；也可以用其他含木質素的材料（如黑麥秸稈、小麥秸稈、稻草、大麻秸稈、紅麻秸稈或甘蔗殘渣）製造類似的工程纖維素產品，在這種情況下，它們不含任何實際木材，而是植物纖維。

## 外部連結
- APA The Engineered Wood Association
- Canadian Wood Council Engineered Wood Products